# 北海道中央バス真栄営業所

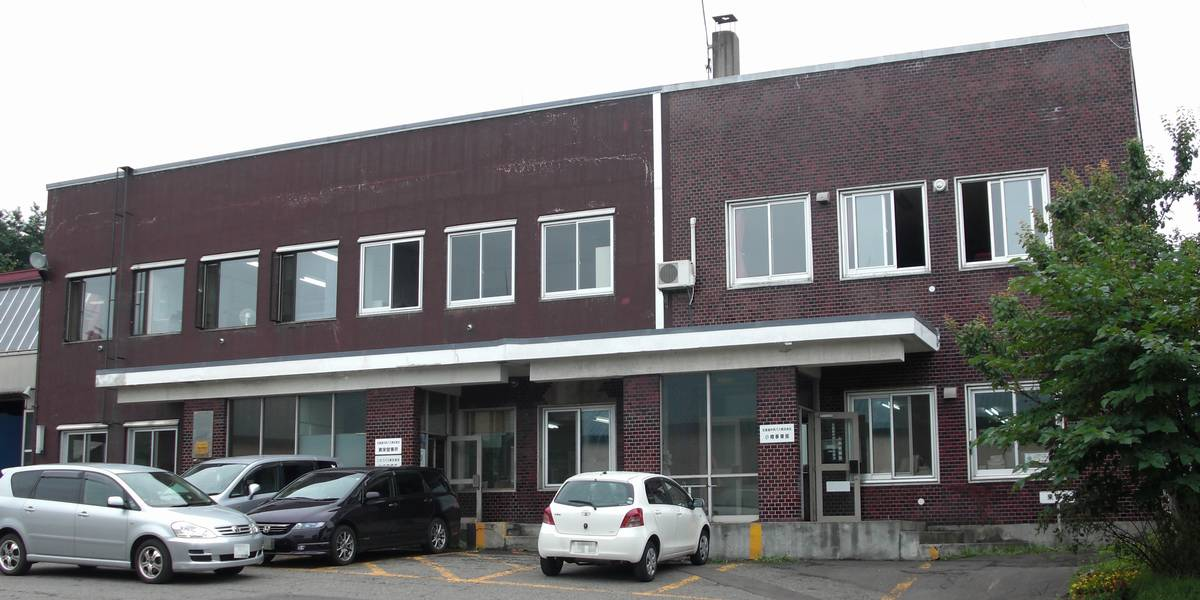
北海道中央バス 真栄営業所

北海道中央バス真栄営業所（ほっかいどうちゅうおうバスまさかええいぎょうしょ）は、北海道中央バス（中央バス）が北海道小樽市真栄1丁目7-7に設置する、バス事業部（旧・小樽事業部）に属する営業所である。小樽整備工場、ニセコバス小樽営業所を併設する。

## 歴史
1965年（昭和40年）12月10日に小樽ターミナル営業所として小樽市色内1丁目に開設され、1972年（昭和47年）3月21日に（旧）色内営業所に改称。1973年（昭和48年）12月24日に小樽駅前へ移転し（新）小樽駅前営業所となったが、翌1974年（昭和49年）7月10日に現在地へ移転し、真栄営業所に改称されている。

## 現行路線
主に小樽郊外線、定期観光バス、都市間高速バスを担当する。下記の他、他営業所が主担当の路線を運行する場合や、下記路線を他営業所が運行する場合がある。
2025年（令和7年）4月1日現在

### 一般路線バス
1・36・46の築港地区の経路詳細は、北海道中央バスおたもい営業所#築港方面を参照。

#### ぱるて築港線
- 1：小樽駅前 - 花園公園通 - 住吉神社前（→小樽協会病院→） - 市立病院前 - 信香町 - 田中酒造亀甲蔵前 - 新南樽市場 - ぱるて築港（ - 新日本海フェリー）
  - 新日本海フェリーは一部便乗り入れで、新日本海フェリーからの乗車は予約制。

#### 望洋台線
- 6：小樽駅前 - 花園公園通 - 入船十字街 - 住吉神社前 - 奥沢口 - 潮見台 - 小樽築港駅 - 桜町入口 - 桜町 - 望洋パークタウン入口 - 望洋台小学校 - 望洋台

#### 望洋台ぱるて築港線
- 36：望洋台 - （6と同経路） - 桜町入口 - ぱるて築港 - 新南樽市場

#### 朝里川温泉線
- 13：小樽駅前 - 市役所通 - 花園公園通 - 入船十字街 - 住吉神社前 - 奥沢口 - 潮見台 - 小樽築港駅 - 東小樽 - 桜3丁目 - 朝里車庫前 - 朝里町 - 小樽自動車学校前 - 宏楽園 - 温泉橋 - 温泉街 - 朝里川温泉
  - 小樽駅前 - 朝里町間は小樽・桂岡線と同じ主要停留所のみ停車していたが、2017年（平成29年）12月1日より各停留所停車となった[5][6]。

#### 奥沢線
- 16：小樽駅前 - 花園公園通 - 入船十字街 - 住吉神社前 - 奥沢十字街 - 第一ゴム前 - 天満宮下 - 向陽ヶ坂通 - 天神町
- 16：小樽駅前 - （同経路） - 入船十字街 - （（往路）→小樽協会病院→南小樽駅前→若松／（復路）量徳寺前←南小樽駅前←小樽協会病院） - 奥沢十字街 - （同経路） - 天神町
  - 南小樽駅前←天神町の区間便あり。

#### 奥沢ぱるて築港線
- 46：天神町 - （16と同経路） - 奥沢十字街 - 若松 - 信香町 - 田中酒造亀甲蔵前 - 新南樽市場 - ぱるて築港

#### 銭函・桂岡線
- 銭函浄水場 - 桂岡会館下 - 桂岡 - 銭函 - 銭函駅前 - 銭函海水浴場 - 職業能力開発大前 - 銭函3丁目（ - 銭函パークゴルフ場）
  - 銭函パークゴルフ場は4月から11月まで乗り入れ。銭函浄水場 - 銭函駅前の区間便あり。
  - 1995年4月1日、一鉄鉄工所前（現在の「銭函3丁目」付近） - ほしみ駅間を延長。
  - 1998年12月1日、一鉄鉄工所前 - ほしみ駅間を廃止。

#### 小樽・桂岡線
- 小樽駅前 - 桂岡会館下/桂岡中央公園

### 定期観光バス

#### 小樽市内定期観光バス
- 小樽発着便をボンネットバスで運行。（運行日・コースは季節によって変動あり。）

### 都市間高速バス
札幌市および新千歳空港より札樽自動車道を経由し小樽市および以遠を結ぶ都市間高速バス路線の詳細は、札樽線 (北海道中央バス)を参照。
高速おたる号
- 札幌ターミナル・札幌駅前 - 小樽駅前/小樽築港駅（円山経由・北大経由・望洋台経由）

高速いわない号
- 札幌駅前 - 岩内ターミナル

高速ニセコ号
- 札幌駅前 - ニセコいこいの湯宿いろは

新千歳空港連絡バス
- 新千歳空港 - 小樽駅前

## 主な廃止路線
都市間高速バスの廃止路線については、札樽線 (北海道中央バス)も参照。
寿都線
- 急行：小樽駅前 - 余市駅前 - 仁木役場 - 共和役場 - 岩内ターミナル - 雷電温泉郷 - 港町 - 磯谷 - 追分 - 寿都営業所（当時）
  - 現在はニセコバス雷電線として、岩内～寿都間で運行。

岩内線
- 急行：小樽駅前 - 余市駅前 - 仁木役場 - 共和役場 - 岩内ターミナル
  - 現在は高速いわない号に統合。

小樽・定山渓線
- 小樽駅前 - （13 朝里川温泉線と同経路） - 土木現業所前（現・朝里川温泉） - オタルナイ湖展望台 - 魚留ノ滝入口 - 札幌国際スキー場 - さっぽろ湖展望台 - 定山渓湯の町 - 定山渓錦橋
  - 朝里峠の道路切り替えにより通年運行が可能となった当初、小樽駅前 - 札幌国際スキー場 系統を運行。
  - 一時期、小樽駅前 - ぱるて築港 - 東小樽 -（以降同じ） 経路で運行していた。

小樽・キロロ線（冬期運行・予約制）
- 小樽駅前 - 奥沢十字街 - 天満宮下 - キロロリゾート

札幌・キロロ線（冬期運行・予約制）
- 札幌ターミナル・札幌駅前ターミナル - キロロリゾート

千歳・キロロ線
- 新千歳空港 - （道央自動車道・札樽自動車道経由） -　キロロリゾート
- 新千歳空港 - （道央自動車道・札樽自動車道経由） -　小樽駅前 - キロロリゾート（夏期間、高速かもめ号＋小樽・キロロ線通し運行の系統として運行）

札幌・桂岡線
- 札幌駅前ターミナル - 桂岡会館前/薬大前

蘭島線
- 17：（本局前 - ）小樽駅前 - 長橋十字街 - 塩谷 - 蘭島 (海水浴シーズンのみ、18 余市線の増便として運行）

## 関連事業所
岩内ターミナル

## ニセコバス小樽営業所
小樽線と観光貸切の一部を担当する。ニセコバスを参照。